# Патрісія Кастаньєда Міямото
Патрісія Кастаньєда Міямото (16 березня 1990) — мексиканська плавчиня.
Учасниця Олімпійських Ігор 2012 року.
Призерка Панамериканських ігор 2007, 2011 років.
Переможниця Ігор Центральної Америки і Карибського басейну 2006 року.